# Maman (singolo Louane 2025)
Maman è un singolo della cantante francese Louane, pubblicato il 15 marzo 2025 e incluso nel quinto album in studio Solo e nella raccolta Tiens mon best-of.

## Promozione
Il 30 agosto 2024 l'emittente radiotelevisiva francese France Télévisions ha confermato la partecipazione all'Eurovision Song Contest 2025, annunciando la scelta del suo rappresentante attraverso una selezione interna. Nonostante un'iniziale smentita, Louane è stata selezionata dall'emittente nel gennaio 2025 come rappresentante francese all'Eurovision Song Contest 2025, a Basilea, in Svizzera.
Maman, una power ballad registrata in francese, è stata scelta come sua proposta eurovisiva, ed è stata successivamente presentata per la prima volta dal vivo il 15 marzo 2025 durante l'intervallo della partita di rugby Francia-Scozia del torneo Sei Nazioni, allo Stade de France di Parigi.

## Tracce
Testi di Louane, musiche di Louane e Tristan Salvati.
1. Maman – 3:00

## Formazione
Musicisti
- Louane – voce
- Esmée Rossi – voce aggiuntiva
- Tristan Salvati – batteria, chitarra elettrica, pianoforte, programmazione, arrangiamento cordofoni, sintetizzatore
- Camille Verhoeven – violino
- Elodie Michalakakos – violino
- Hugues Borsarello – violino
- Karen Brunon – violino
- Laure Simonin – violino
- Léa Vandenhelsken – violino
- Paul Serri – violino
- Sylvain Favre-Bulle – violino
- Sylvain Le Provost – violino
- Sébastien Surel – violino
- Camille Borsarello – vertical viola
- Eva Sinclair – vertical viola
- Julien Gaban – vertical viola
- Guillaume Latil – violoncello
- Justine Metral – violoncello
- Mathilde Sternat – violoncello

Produzione
- Tristan Salvati – produzione, registrazione
- Robin Schmidt – mastering
- Geoff Swann – missaggio
- Bastien Lozier – registrazione

## Classifiche
| Classifica (2025) | Posizione massima |
| ----------------- | ----------------- |
| Austria           | 61                |
| Belgio (Vallonia) | 23                |
| Francia           | 23                |
| Grecia            | 21                |
| Lituania          | 39                |
| Lussemburgo       | 18                |
| Svezia            | 78                |
| Svizzera          | 13                |